# 葡萄牙的伊莎貝爾·瑪麗亞
伊莎貝爾·瑪麗亞（葡萄牙語：Isabel Maria de Bragança，1801年7月4日—1876年4月22日），葡萄牙國王約翰六世的女兒，1826年至1828年擔任攝政。
伊莎貝爾·瑪麗亞的哥哥佩德羅已於1822年宣布巴西獨立並自任巴西皇帝，因此當約翰六世於1826年3月去世時，伊莎貝爾·瑪麗亞被任命為攝政，直到佩德羅回國繼承王位。然而，佩德羅於5月將王位傳給僅七歲的女兒瑪麗亞，伊莎貝爾·瑪麗亞繼續擔任攝政直到弟弟米格爾（原本於1824年因政變失敗流亡國外）於1828年回到葡萄牙接任攝政。
伊莎貝爾·瑪麗亞一生經歷過瑪麗亞一世（祖母）、約翰六世（父）、佩德羅四世（兄）、瑪麗亞二世（姪女）、米格爾一世（弟）、佩德羅五世（姪外孫）以及路易斯一世（姪外孫）七任葡萄牙君主。她終生未婚，死後被葬在城外聖文生修道院的布拉干薩萬神殿。

## 註解
1. ↑  米格爾抵達里斯本的日期